# Vescomtat d'Usès
El vescomtat d'Usès fou creat vers el 1325 per a Robert, senyor d'Usès. Els senyors d'Usès apareixen documentats el segle xi però eren segurament anteriors (probablement de finals del segle ix). La manca de comtes titulars els va donar el poder, però sovint enfrontats amb els altres grans senyors de l'Usège o País d'Usès, els bisbes d'Usès. El 1229 Usès va passar a la corona i els senyors esdevingueren vassalls del rei, al que sempre havien estat i foren fidels. Cap al 1325 el rei els va concedir el títol de vescomtes. El 1565 el rei els va fer ducs i el domini vescomtal va esdevenir el Ducat d'Usès.

## Senyors d'Usès alseglexiii
- Ramon ?-1210
- Ramon Decan (fill) 1210-?
- Bermond II (germà) ?-1231
- Decan I (fill) 1231-1285
- Bermond III (fill) 1285-1318

## Llista de vescomtes
- Robert I (fill) 1318-1349 (primer vescomte)
- Decan II (fill) 1349-1371
- Ramon I (fill) 1371-1374
- Alsias (germà) 1374-1392
- Robert II (fill) 1392-1426
- Joan I (fill) 1426- c. 1480
- Simona (filla) c. 1480-1515
- Jaume, senyor de Crussol 1486-1525
- Carles (fill) 1525-1546
- Antoni de Crussol (fill) 1546-1565
- Convertit en el Ducat d'Usès (el mateix Antoni fou fet duc) el 1565